# Isabel d'Aragó i de Castella
Isabel d'Aragó i de Castella (Dueñas, Palència, 1 o 2 d'octubre de 1470 - Saragossa, 23 d'agost de 1498) va ser infanta de Castella i d'Aragó, la primogènita dels Reis Catòlics, Isabel i Ferran. Va ser princesa d'Astúries dues vegades (1476-1480 i 1498) i, per tant, hereva al tron castellà tret del període en què ho va ser el seu germà Joan fins a la seva mort prematura. Va ser també reina consort de Portugal (1497-1498) arran del seu matrimoni amb el rei Manuel I.

## Orígens
La infanta va néixer a Dueñas (Palència) a primers d'octubre de 1470, filla de la llavors pretendent al tron castellà Isabel de Castella i de l'hereu al tron aragonès, Ferran, coneguts posteriorment com els Reis Catòlics. La infanta va néixer enmig de la Guerra de Successió de Castella entre la seva mare i el seu oncle, Enric IV de Castella. Per aquesta raó, probablement el seu naixement no va ser gaire celebrat, i també potser perquè s'esperava el naixement d'un fill. Així, el cronista Fernando del Pulgar l'esmenta de passada sense fer-ne escarafalls, mentre que Diego de Valera sí que diu que hi va haver cert ànim festiu, especialment a Dueñas.
Les diferents fonts i historiadors no ofereixen un consens en el dia del naixement, atès que uns esmenten l'1 d'octubre i d'altres el 2 d'octubre. Aquest darrer criteri és el que segueixen els historiadors Jerónimo Zurita, Ramón Menéndez Pidal i Tarsicio de Azcona, i més darrerament la filòloga Ruth Martínez i l'historiador Nicolás Ávila. El cronista Valera diu literalment que Isabel va néixer «á quatro horas del dia del mes de Otubre del año de nuestro Redentor de mil quatrocientos setenta», interpretat com el 2 d'octubre.

## Primers anys
Isabel va ser dues vegades princesa d'Astúries a la seva vida. Ja regnant a Castella els seus pares, en no tenir hereus mascles, es va establir a Concòrdia de Segòvia, el 14 de gener de 1475, entre d'altres aspectes, la successió en Isabel, de manera que cap estranger pogués aconseguir el tron. Inicialment, la infanta havia de ser jurada el 7 de febrer del mateix a Segòvia o Medina del Campo, en la convocatòria de Corts que van fer els Reis Catòlics, però va haver d'aplaçar-se fins a l'abril de 1476 a causa de la situació inestable que encara hi havia al país després de la guerra de successió. La nova convocatòria es va fer a Madrigal de las Altas Torres, les sessions de corts van durar del 6 al 27 d'abril, en una de les quals la infanta va ser jurada princesa, i també es van jurar les capitulacions matrimonials entre la princesa i el príncep Ferran de Nàpols.
Llavors es va designar l'Alcàsser de Segòvia com a residència d'Isabel, sota la custòdia d'Andrés Cabrera, però la seva seguretat es va veure compromesa a causa de l'actitud despòtica del seu protector, que va destituir l'alcaid de l'alcàsser, Alfonso de Maldonado, i va nomenar el seu sogre, cosa que va provocar que Maldonado intentés prendre el control de la princesa, però sens èxit. En saber això la reina, va destituir Cabrera i va disposar que des d'aquell moment la seva filla romandria al seu costat allà on fos.
Va deixar de ser princesa amb el naixement del seu germà Joan el 30 de juny de 1478, que dos anys més tard va ser jurat príncep d'Astúries a Toledo, a més de ser nomenat príncep de Girona el 1481, com a hereu de la Corona d'Aragó. Arran d'això, la infanta, tot i romandre al costat de la seva mare, va passar a un segon plànol a la cort.
Acabades les hostilitats amb el regne de Portugal derivades de la guerra de successió castellana, es va restablir la pau amb el tractat d'Alcáçovas (1479), en virtut del qual el Reis Catòlics van concertar el seu casament amb l'infant Alfons de Portugal, únic fill i hereu de Joan II, que va fer-se efectiu amb la trobada de les dues parts a Moura. Amb tot, els contraents eren encara molt joves, i no és fins a 1488, quan el rei Joan II va demanar si encara es mantenien les disposicions sobre el matrimoni. Els Reis Catòlics van confirmar la disposició, atès que havien reservat la seva primogènita per a l'infant de Portugal, refusant propostes d'altres països europeus. La parella es va casar a Sevilla el 1490. Tanmateix, el matrimoni va durar molt poc a causa de la mort l'infant, que va caure mentre muntava a cavall.

## Reina de Portugal
Amb la pujada al tron de Manuel I de Portugal, els reis van voler enfortir les relacions amb el país i van concertar el matrimoni de la infanta, després que el rei portugués rebutgés casar-se amb Maria, germana d'aquesta. El casament es va produir el 1497, d'aquesta manera va esdevenir reina consort de Portugal.
Poc després del seu casament i establerta a Lisboa, va sorprendre-li la mort prematura del seu germà el 4 d'octubre de 1497. Aquesta conjuntura va fer que s'estigués expectant davant la possibilitat que Isabel esdevingués de nou l'hereva dels seus pares. Només li ho impedia l'embaràs de Margarida d'Àustria, que havia quedat encinta poc abans d'enviudar, però finalment va patir un avortament. Amb el permís de les Corts de Portugal, ella i el seu marit van marxar cap a Castella el 29 de març de 1498. Rebuts pels Reis Catòlics i el duc de Medina Sidonia a la frontera, es van convocar Corts a Toledo, on van ser jurats prínceps d'Astúries a la catedral de Toledo el 29 d'abril del mateix any. La cerimònia es va ràpidament perquè als monarques els interessava deixar assegurada la successió, tenint en compte que la infanta Joana i el seu marit, l'arxiduc Felip d'Àustria s'intitulaven a si mateixos «prínceps». Tanmateix, per la banda de Ferran II, les Corts d'Aragó es van negar a jurar-la princesa de Girona.

## Mort
La princesa va morir a Saragossa causa del part del seu únic fill, l'infant Miquel de la Pau, però no hi ha consens en la data, que hom situa entre el 23 i el 24 d'agost de 1498. Immediatament l'infant va ser jurat hereu de les corones de Castella i d'Aragó, així com del regne de Portugal. No obstant això, la seva mort abans dels dos anys va fer que, finalment, l'herència passés a Joana, tercera filla dels Reis Catòlics.